# توی‌واکا
تُوی‌ْواکا (به فنلاندی: Toivakka) یک منطقهٔ مسکونی در فنلاند است که در فنلاند مرکزی واقع شده‌است.